# Cervélo TestTeam
La Cervélo TestTeam era una squadra maschile svizzera di ciclismo su strada, attiva con licenza Professional Continental dal 2009 al 2010.
Nelle due stagioni di attività fu invitata ai tre Grandi giri, aggiudicandosi la vittoria in totale di dieci tappe (quattro al Giro d'Italia, tre al Tour de France e tre alla Vuelta a España) e della classifica a punti del Tour de France 2009 con Thor Hushovd. Lo sponsor principale era la Cervélo, azienda canadese produttrice di telai per biciclette, che precedentemente supportava il Team CSC.

## Storia
Il team nacque nel 2008 dopo che il Team CSC, dopo anni di successi con la Cervélo, negli ultimi mesi dell'anno aveva firmato un contratto per la fornitura dei telai con la Specialized. La registrazione come UCI Professional Continental Team fu confermata il 2 dicembre 2008. La nuova squadra passò sotto la direzione del tecnico Marcello Albasini. Carlos Sastre, vincitore del Tour de France 2008 in maglia CSC e su bicicletta Cervélo, decise di lasciare il team danese e accasarsi nella nuova squadra per continuare il lavoro con la casa canadese; lo affiancarono tra gli altri Thor Hushovd, Simon Gerrans e tre compagni dalla dismessa Crédit Agricole, Heinrich Haussler dalla dismessa Gerolsteiner e Roger Hammond dal Team Columbia-High Road. La nuova formazione venne affiancata alla già esistente squadra femminile, la Cervélo TestTeam Women diretta da Thomas Campana.
La prima vittoria nella storia del team Cérvelo arrivò già il 2 gennaio 2009 con Simon Gerrans, nella prima tappa della Jayco Bay Cycling Classic. Nei due anni di attività la squadra ottenne la vittoria di quattro tappe al Giro d'Italia, tre al Tour de France e tre alla Vuelta a España, aggiudicandosi anche la classifica a punti del Tour de France 2009 con Thor Hushovd. Proprio Hushovd, seppur in maglia norvegese, nel 2010 divenne anche campione del mondo in linea a Melbourne. Nel 2009 la squadra concluse settima nella classifica del calendario mondiale UCI, piazzandosi davanti a dodici ProTeam e risultando nettamente la miglior Professional Continental dell'anno; nel 2010 fu invece dodicesima, ancora miglior Professional Continental.
Al termine della stagione 2010 Cervélo ritirò la sponsorizzazione, diventando secondo sponsor e fornitore della Garmin-Transitions di Jonathan Vaughters. Sette ciclisti Cervélo, tra cui Hushovd e Haussler, confluirono nella nuova Garmin-Cervélo.

## Cronistoria

### Annuario
| Anno | Codice | Nome             | Cat. | Biciclette | Dirigenza |
| ---- | ------ | ---------------- | ---- | ---------- | --- |
| 2009 | CTT    | Cervélo TestTeam | PCT  | Cervélo    | Manager: Joop Alberda Dir. sportivi: Marcello Albasini, Theo Maucher, Jean-Paul van Poppel, Alex Sans Vega, Jens Zemke                   |
| 2010 | CTT    | Cervélo TestTeam | PCT  | Cervélo    | Manager: Joop Alberda Dir. sportivi: Marcello Albasini, Theo Maucher, Philippe Mauduit, Jean-Paul van Poppel, Alex Sans Vega, Jens Zemke |

### Classifiche UCI
| Anno | Classifica | Pos. | Migliore cl. individuale |
| ---- | ---------- | ---- | ------------------------ |
| 2009 | Europe T.  | 4º   | Heinrich Haussler (11º)  |
| 2009 | World Cal. | 7º   | Heinrich Haussler (16º)  |
| 2010 | Europe T.  | 17º  | Davide Appollonio (52º)  |
| 2010 | World Cal. | 12º  | Thor Hushovd (28º)       |

## Palmarès

### Grandi Giri
- Giro d'Italia

Partecipazioni: 2 (2009, 2010)
Vittorie di tappa: 4
2009: 4 (Gerrans, 2 Sastre, Konovalovas)
Vittorie finali: 0
Altre classifiche: 0
- Tour de France

Partecipazioni: 2 (2009, 2010)
Vittorie di tappa: 3
2009: 2 (Hushovd, Haussler)
2010: 1 (Thor Hushovd)
Vittorie finali: 0
Altre classifiche: 1
2009: Punti (Thor Hushovd)
- Vuelta a España

Partecipazioni: 2 (2009, 2010)
Vittorie di tappa: 3
2009: 2 (Gerrans, Deignan)
2010: 1 (Thor Hushovd)
Vittorie finali: 0
Altre classifiche: 0

### Campionati nazionali
- Campionati lituani: 2

Cronometro: 2009, 2010 (Ignatas Konovalovas)
- Campionati norvegesi: 1

In linea: 2010 (Thor Hushovd)
- Campionati tedeschi: 1

In linea: 2009 (Martin Reimer)